# Burgundi marha
A burgundi marha (bœuf bourguignon) egy klasszikus francia egytálétel (ragu), amelyet a két fő összetevőjéről a marhahúsról (le bœuf) és a burgundi borról (le vin bourguignon) neveztek el. Tradicionálisan, a vörösborban párolt marhahúst gombával, szalonnával, hagymával és burgonyapürével tálalják. A klasszikus nemzetközi (francia) konyhában a "burgundi módra" (à la bourguignon) is ezt a gombából, szalonnából hagymából és demi-glace-ból álló ragut jelenti.

## Története
Bár sokan tradicionális ételnek hiszik, írásos említése nem ismert a 19. század előttről. Az 1927-ben megjelent Le Livre de cuisine de Mme E. Saint-Ange burgundiai szakácskönyve alapján sokan a burgundiai konyha klasszikusának tartják. Burgundia két fontos és közismert mezőgazdasági terméke a vörösbor és a Charolaise marha. Noha egyes modern források szerint a burgund parasztok kedvelt ünnepi fogása volt régről fogva, a párizsi bisztrók kínálatában már 19. század közepétől elterjedt volt. Hasonló étel a kakasból készült Coq-au-vin.

## Elkészítése
Főként a marha (lehetőleg charolaise) combrészeit, lapockáját és lábszárát használják hozzá, amit zsiradékon megpirítanak, majd vörösborral (lehetőleg burgundi) kevert borjúalaplében párolják mérsékelt hőmérsékleten fokhagymával, hagymával, gombával, szalonnával és bouquet-garni-val hosszú időn (4-5 órán) át, amíg a hús rostjai közötti kollagén zselatinná alakul. Ezalatt az idő alatt az alapanyagok felszívják a boros alaplé egy részét, a többi pedig sűrű mártássá redukálódik. Az elkészült ragut további, vajban pirított gombával, kisütött szalonnacsíkokkal, glaszírozott gyöngy- vagy apró salottahagymával, főtt burgonyával, sárgarépával, esetleg zöldbabbal, ill. burgonyapürével tálalják.